# Чурашево (Нуримановский район)
Чурашево (баш. Сураш) — деревня в Нуримановском районе Республики Башкортостан Российской Федерации. Входит в состав Байгильдинского сельсовета.

## География

### Географическое положение
Расстояние до:
- районного центра (Красная Горка): 26 км,
- центра сельсовета (Байгильдино): 6 км,
- ближайшей ж/д станции (Иглино): 26 км.

## Население
| 2002 | 2009 | 2010 |
| ---- | ---- | ---- |
| 173  | ↗182 | ↘168 |

Национальный состав
Согласно переписи 2002 года, преобладающая национальность — башкиры (92 %).

## Известные уроженцы
- Аскин, Гайфутдин Гафиятович (10 октября 1924 года — 1 октября 2007 год) — командир орудия 43-го гвардейского артиллерийского полка, гвардии сержант, Герой Советского Союза.